# Adam Kompała
Adam Kompała (* 16. August 1973 in Ruda Śląska) ist ein ehemaliger polnischer Fußballspieler.

## Vereinskarriere
Adam Kompała begann seine Fußballerkarriere 1989 bei Górnik Zabrze. Hier konnte er sich allerdings nicht in die erste Mannschaft spielen und wechselte 1993 zu Ruch Radzionków. Hier spielte er bis 1998 in der zweiten und dritten Liga. 1998 kehrte er zu Górnik Zabrze zurück und hatte bis 2003 seine erfolgreichste Zeit. Er brachte es auf insgesamt 140 Spiele und 40 Tore in der polnischen Ekstraklasa. In der Saison 1999/2000 wurde er mit 19 Toren sogar Torschützenkönig. Seit 2003 spielte er für verschiedene Vereine in der zweiten Polnischen Liga. Seit 2008 steht er wieder beim drittklassigen Ruch Radzionków unter Vertrag.

## Erfolge
- Torschützenkönig der Polnischen Liga (2000)